# Homicide: Life on the Street
Homicide: Life on the Street (titulada Homicidio en España) es una serie policial estadounidense acerca del trabajo de una unidad de homicidios en un departamento de Policía de Baltimore. Duró siete temporadas en la cadena NBC entre 1993 y 1999, y finalizó en el año 2000 con un telefilme. La serie está basada en el libro basado en hechos reales escrito por David Simon, Homicide: A Year on the Killing Streets, y muchos de los personajes e historias utilizadas a lo largo del show estuvieron basadas en personas y eventos descritos en el libro (Simon también los usaría en su propia serie para HBO, The Wire). Aunque Homicide cuenta con un reparto coral, Andre Braugher (quien interpreta al Det. Frank Pembleton) emergería como la estrella de la serie.